# Angerdshestra socken
Angerdshestra socken ingick i Mo härad (före 1886 även i Tveta härad), ingår sedan 1971 i Jönköpings kommun och motsvarar från 2016 Angerdshestra distrikt.
Socknens areal är 85,39 kvadratkilometer, varav land 84,00. År 2000 fanns här 395 invånare. Kyrkbyn Angerdshestra med sockenkyrkan Angerdshestra kyrka ligger i socknen. 

## Administrativ historik
Angerdshestra socken har medeltida ursprung. 
Före 1887 hörde 1 mantal Sefardsbo i Månsarps jordebokssocken till Tveta härad..
Vid kommunreformen 1862 övergick socknens ansvar för de kyrkliga frågorna till Angerdshestra församling och för de borgerliga frågorna till Angerdshestra landskommun.  Landskommunen uppgick 1952 i Norra Mo landskommun och 1971 uppgick detta område i Jönköpings kommun.  Församlingen uppgick 2002 i Norra Mo församling.
1 januari 2016 inrättades distriktet Angerdshestra, med samma omfattning som församlingen hade 1999/2000.  
Socknen har tillhört samma fögderier och domsagor som Mo härad. De indelta soldaterna tillhörde Jönköpings regemente, Mo härads kompani.

## Geografi
Angerdshestra socken ligger sydväst om Jönköping, i Nissans källområde. Socknen är en mossrik skogsbygd.

## Fornlämningar
Kända från socknen är mindre gravfält med stensättningar från äldre järnåldern.

## Namnet
Namnet (1412 Angeredhaheyster) kommer från prästgården. Förleden är kvinnonamnet a(r)ngärd och efterleden hester, 'småskog'.

### Fotnoter
1. 1 2  Svensk Uppslagsbok Angerdshestra socken
2. 1 2  Harlén, Hans; Harlén Eivy (2003). Sverige från A till Ö: geografisk-historisk uppslagsbok. Stockholm: Kommentus. Libris 9337075. ISBN 91-7345-139-8
3. ↑  ”Församlingar”. Statistiska centralbyrån. https://www.scb.se/hitta-statistik/regional-statistik-och-kartor/regionala-indelningar/forsamlingar/. Läst 30 december 2022.
4. ↑  Administrativ historik för Angerdshestra socken (Klicka på församlingsposten). Källa: Nationella arkivdatabasen, Riksarkivet.
5. ↑  Indelta soldater, torp och rotar i Jönköpings län Arkiverad 24 januari 2012 hämtat från the Wayback Machine. Jönköpingsbygdens Genealogiska Förening
6. 1 2  Sjögren, Otto (1931). Sverige geografisk beskrivning del 2 Östergötlands, Jönköpings, Kronobergs, Kalmar och Gotlands län. Stockholm: Wahlström & Widstrand. Libris 9939
7. 1 2  Nationalencyklopedin
8. ↑  Fornlämningar, Statens historiska museum: Angerdshestra socken
9. ↑  Fornminnesregistret, Riksantikvarieämbetet: Angerdshestra socken Fornminnen i socknen erhålls på kartan genom att skriva in sockennamn (utan "socken") i "Ange geografiskt område"
10. ↑  Mats Wahlberg, red (2003). Svenskt ortnamnslexikon. Uppsala: Institutet för språk och folkminnen. Libris 8998039. ISBN 91-7229-020-X. https://isof.diva-portal.org/smash/get/diva2:1175717/FULLTEXT02.pdf